# Minniza deserticola
Espèce
Minniza deserticola est une espèce de pseudoscorpions de la famille des Olpiidae.

## Distribution
Cette espèce se rencontre en Tunisie, en Libye, au Tchad et en Italie.

## Publication originale
- Eugène Simon, « Étude sur les Arachnides recueillis en Tunisie en 1883 et 1884 par MM. A. Letourneux, M. Sédillot et Valéry Mayet, membres de la mission de l'exploration scientifique de la Tunisie », dans Exploration scientifique de la Tunisie, publiée sous les auspices du ministère de l'Instruction publique. Zoologie – Arachnides, Paris, Imprimerie nationale, 1885, p. 1-55.